# Thomas de Bergeyck
Le comte Thomas de Brouchoven de Bergeyck  dit Thomas de Bergeyck est un journaliste belge né à Ixelles, le 28 août 1976.

## Famille
Il est le fils de Phillippe Albert, Comte de Bergeyck et de Catalina Delacroix. Il est un des descendants du comte Florimond de Brouchoven de Bergeyck, sénateur belge. 

## Vie professionnelle
Licencié en Philo et Lettres, section journalisme et communication de l’université libre de Bruxelles (2002), il entre à la rédaction du journal télévisé de RTL-TVi en mars 2003. La même année, il intègre la rédaction de Bel RTL comme reporter, puis présentateur des flashes et des journaux. Durant sept ans, il a assuré les remplacements à la présentation du Bel RTL Matin, entre 7 h et 9 h, d'abord de Pascal Vrebos (2009-2011) puis de Thomas Van Hamme (2011-2016) ainsi que les remplacements du RTLINFO, à 13 heures et 19 heures, en qualité de joker, de décembre 2007 jusqu'en janvier 2011.
Jusqu'au 13 août 2010, il a animé, une semaine par mois, le magazine RTL+.
En radio, Thomas de Bergeyck a assuré durant deux ans, en duo avec Bérengère Devos, le Bel RTL Soir du vendredi suivi de "L'Essentiel", magazine d'information entre 19h et 20h sur Bel RTL.
Le 1er février 2017, avec ses chroniqueurs, ils fêtent leur centième matinale sur Bel RTL.
Après cinq saisons (septembre 2003-juin 2008) comme reporter pour le magazine Place royale, il en assure désormais la présentation chaque samedi soir depuis le 3 septembre 2010. Depuis le 19 mars 2016, Thomas de Bergeyck assure la présentation de l'émission en duo avec Emilie Dupuis dans une formule rénovée.
En complément de la présentation du magazine Place Royale, Thomas de Bergeyck assure la présentation en direct des événements royaux : 
- Mariage de William d'Angleterre et Kate Middleton en avril 2011;
- Mariage d'Albert de Monaco et Charlène en juillet 2011;
- Jubilé de Diamant d'Élisabeth II en juin 2012;
- Mariage de Guillaume de Luxembourg et Stéphanie de Lannoy en octobre 2012;
- Intronisation de Willem-Alexander des Pays-Bas en avril 2013;
- Mariage de Madeleine de Suède et Christopher O'Neill en juin 2013. 
En duo avec Alix Battard, Thomas de Bergeyck anime le 26 mai 2013 une émission événementielle consacrée aux vingt ans de règne du Roi Albert II baptisée "Albert II, notre Roi". 
En octobre 2018, l'émission Place Royale fêtera son 1000ème numéro. 